# Luna rossa (film, 2001)
Pour les articles homonymes, voir Lune rousse.
Pour plus de détails, voir Fiche technique et Distribution.
Luna rossa est un film de gangsters italien réalisé par Antonio Capuano et sorti en 2001. Il s'agit d'une adaptation contemporaine de l'Orestie d'Eschyle.
Il est présenté en compétition à la Mostra de Venise 2001.

## Synopsis
Un traître raconte au juge qui l'interroge l'histoire de la famille Cammarano. Une famille enracinée dans la Camorra, qui étend son pouvoir sur le territoire depuis le début des années 1970. Une forte détermination, suivie de la violence et de l'unité de groupe, constituent sa force. Le commandement à l'intérieur est garanti par une hiérarchie rigide basée sur le respect. Les plus jeunes commencent cependant à ne plus croire en l'organisation de la structure jusqu'à ce que l'un d'entre eux (Oreste) se rebelle, entraînant tout le monde vers un massacre inévitable.

## Fiche technique
- Titre italien original et français : Luna rossa[2],[3]
- Réalisateur : Antonio Capuano
- Scénario : Antonio Capuano
- Photographie : Tommaso Borgstrom
- Montage : Giogiò Franchini (it)
- Musique : Luca Gatti, Paolo Polcari, Raiz
- Décors : Paolo Petti (it)
- Production : Andrea De Liberato, Antonio Fusco
- Société de production : Poetiche Cinematografiche, Tele +
- Pays de production :  Italie
- Langue originale : italien
- Format : Couleurs - 1,78:1 - Son stéréo - 35 mm
- Durée : 116 minutes
- Genre : Film de gangsters et drame
- Dates de sortie :
  - Italie : 8 septembre 2001 (Mostra de Venise 2001) ; 9 novembre 2001 (sortie nationale)
  - France : 25 février 2004[3]
- Classification : 
  - France : Interdit aux moins de 12 ans

## Distribution
- Carlo Cecchi : Antonino
- Licia Maglietta : Irene
- Toni Servillo : Amerigo
- Italo Celoro (it) : Tony
- Domenico Balsamo (it) : Oreste
- Antonia Truppo : Orsola
- Antonino Iuorio (it) : Egidio
- Valeria Vaiano (it) : femme du clan
- Lucia Ragni : Rita
- Susy Del Giudice (it) : Elena
- Angela Pagano (it) : Mariella
- Antonio Pennarella : Libero
- Stefania De Francesco (it) : La femme de Libero

## Production
L'auteur repropose dans une tonalité contemporaine l'Orestie d'Eschyle, trilogie tragique du théâtre grec dans laquelle Oreste, fils d'Agamemnon et de Clytemnestre, venge le meurtre de son père des mains d'Égisthe, l'amant de sa mère. Le protagoniste, interprété par le jeune Domenico Balsamo (it), porte le même nom que le matricide eschyléen.
Le rôle de Clytemnestre est tenu par Licia Maglietta qui, paradoxalement, porte le nom d'Irène, déesse de la paix, dans le film une femme impitoyable de la camorra qui ordonne l'assassinat de son mari (Toni Servillo). Servillo, l'Agamemnon / Amerigo, est un meneur (le nom Amerigo signifie « puissant » dans son pays) détesté de tous, responsable du sacrifice, comme Agamemnon, d'une de ses filles.
L'amant de Licia Maglietta est incarné par Antonino Iuorio (it) qui, curieusement, reçoit le nom d'Egidio qui fait écho à celui d'Égisthe mais probablement en référence à l'Egidio des Fiancés, un personnage tout aussi misérable. La jeune Antonia Truppo est Orsola / Électre, Susy Del Giudice (it) est une Hélène de Troie enlevée par Agamemnon au lieu de Pâris.